# Conan Gray
Conan Lee Gray (ur. 5 grudnia 1998 w Lemon Grove) – amerykański piosenkarz i autor tekstów. Wychowany w Kalifornii i Georgetown w Teksasie, zaczął przesyłać vlogi, covery i swoje oryginalne piosenki na YouTube jako nastolatek. Gray podpisał kontrakt płytowy z Republic Records w 2018 roku, gdzie wydał swoją debiutancką EP-kę Sunset Season (2018). Jego debiutancki album studyjny Kid Krow (2020) zadebiutował na 5. miejscu amerykańskiej listy Billboard 200, co uczyniło go największym debiutem nowego amerykańskiego artysty w 2020 roku. Album Kid Krow zawierał jego najbardziej komercyjnie udane single „Maniac” i „Heather”.

## Dzieciństwo
Conan Lee Gray urodził się 5 grudnia 1998 w Lemon Grove w Kalifornii jako syn irlandzkiego pochodzenia ojca i matki Japonki. Gdy był niemowlęciem, jego rodzina przeniosła się do Hiroszimy w Japonii, ponieważ jego dziadek wymagał opieki medycznej. Po dwóch latach mieszkania w tym mieście rodzina wróciła do Kalifornii. Gray mówił płynnie po japońsku, ale od tego czasu stracił tę biegłość.
Rodzice Graya rozwiedli się, gdy miał on trzy lata. W filmie „Draw My Life” na swoim kanale na YouTube Gray opowiada o swoich doświadczeniach związanych z rozwodem jako małe dziecko. Ponieważ jego ojciec był w wojsku, Gray w dzieciństwie przeprowadzał się dwanaście razy, w samej tylko szóstej klasie – trzykrotnie. Przez całą szkołę podstawową Gray był często prześladowany. W pewnym momencie był jednym z pięciorga dzieci pochodzenia azjatyckiego w swojej szkole.
Jako nastolatek Gray ostatecznie osiedlił się w Georgetown. Życie Graya w środkowym Teksasie było inspiracją dla jego sztuki i muzyki. Został przyjęty na UCLA i we wrześniu 2017 przeprowadził się do Los Angeles w Kalifornii.

## Kariera

### 2015–2017: Początki kariery na YouTube
Swój kanał stworzył w 2013 roku, a filmy zaczął tworzyć w wieku piętnastu lat. Jego wczesne filmy dotyczyły takich tematów jak pieczenie i skupiały się głównie na jego codziennym życiu. W swoich vlogach Gray skupia się głównie na swoim życiu w małym miasteczku w Teksasie. Jest często chwalony za docenianie nostalgii związanej z Ameryką. Gray nagrał muzykę, pokazał swoją sztukę i stworzył inne filmy na potrzeby swojego vloga, który ma ponad 25 milionów wyświetleń.

### 2018–2019:Sunset Season
Conan Gray samodzielnie wydał swój debiutancki singiel „Idle Town” w marcu 2017 roku. Utwór uzyskał ponad 14 milionów odtworzeń na Spotify i 12 milionów wyświetleń na YouTube. Gray wydał swój drugi singiel „Grow” 1 września 2017 r., a teledysk do niego ukazał się następnego dnia. W październiku 2018 r. Gray wydał singiel „Generation Why” w Republic Records, który został opisany jako „wezwanie do millenialsów”. W listopadzie 2018 roku Gray wydał pięcioutworową EP-kę Sunset Season, na której znalazły się utwory „Idle Town”, „Generation Why”, „Crush Culture”, „Greek God” i „Lookalike”. EP-ka zdobyła 2. miejsce na liście Billboard Heatseekers Albums i 116. miejsce na liście Billboard 200. Z okazji wydania EP-ki Gray wraz z zespołem Girl in Red wyruszył w trasę koncertową po Ameryce Północnej.
Gray zadebiutował w telewizji, występując w programie Late Night with Seth Meyers w przeddzień lutego 2019 roku, a następnie zagrał kilka koncertów jako support Panic! at the Disco podczas ich trasy Pray for the Wicked Tour. Grał na festiwalach koncertowych, takich jak The Great Escape, a także odbywał krajowe trasy koncertowe.
W lutym 2019 roku Gray ponownie wydał singiel „The Other Side”, po tym jak pierwotnie opublikował go na YouTube w 2016 roku w przeddzień pierwszego dnia ostatniej klasy szkoły średniej. Między marcem a październikiem 2019 roku Gray wydał serię singli ze swojego debiutanckiego albumu Kid Krow, a mianowicie „Checkmate”, „Comfort Crowd” i „Maniac”, a także niezależny singiel „The King”. W październiku 2019 r. Gray wyruszył w drugą trasę koncertową po Ameryce Północnej, podczas której wspierał go uznany nowozelandzki muzyk Benee oraz amerykański artysta UMI. Do października 2019 r. katalog Graya uzyskał łącznie ponad 250 milionów odtworzeń na wszystkich platformach. Gray otrzymał nagrodę Shorty Award 2019 dla najlepszego muzyka z YouTube i był nominowany w kategorii Breakthrough Artist w 2019 Streamy Awards.

### 2020–2021:Kid Krow
Przez cały drugi tydzień 2020 roku Gray codziennie dzielił się na Twitterze wskazówkami dotyczącymi tytułu swojego debiutanckiego albumu. 9 stycznia 2020 roku ujawnił tytuł – Kid Krow – i napisał: „Na tym albumie powiem więcej niż kiedykolwiek w życiu i nie mogę się doczekać, żeby zdradzić wam wszystkie moje sekrety. Kocham was.” Gray wydał „The Story” w tym samym dniu, w którym ogłoszono album, a także „Wish You Were Sober” jako niespodziankę wydaną dwa dni przed premierą albumu. Na początku 2020 r. singiel Graya „Maniac” odniósł sukces w międzynarodowym radiu pop, zwłaszcza w Australii, gdzie uzyskał certyfikat platyny. Utwór otrzymał także certyfikat platyny w Kanadzie i złota w USA, stając się tym samym jego pierwszym certyfikowanym utworem we wszystkich trzech krajach. Utwór stał się jego pierwszym singlem notowanym na listach przebojów, gdy osiągnął 25. miejsce na liście Bubbling Under Hot 100, a także na listach przebojów Top 100 w Australii, Irlandii i Korei Południowej.
20 marca 2020 r. Gray wydał swój debiutancki album studyjny Kid Krow, który zadebiutował na 5. miejscu listy Billboard 200, a także na 1. miejscu listy US Pop Albums i na 2. miejscu Top Album Sales z wynikiem ponad 37 tys. sprzedanych egzemplarzy. W Stanach Zjednoczonych był to największy debiut nowego artysty w 2020 roku od marca i był najlepszym solowym debiutem popowym od ponad dwóch lat od czasu albumu Camila Camili Cabello z 2018 roku. Album był chwalony przez takie wydawnictwa jak Paper, Billboard, NPR, Teen Vogue i Paste.
Gray miał wystąpić w programie The Tonight Show Starring Jimmy Fallon 16 marca, a także na Coachelli w połowie kwietnia 2020 roku, jednak oba występy zostały odwołane z powodu pandemii COVID-19. W połowie 2020 r. zarówno Forbes, jak i Billboard umieściły Graya w czołówce kandydatów na najlepszego nowego artystę podczas rozdania nagród Grammy w 2021. Po sukcesie komercyjnym Kid Krow, Apple Music uznało Graya za artystę Up Next i w kwietniu 2020 r. opublikowało o nim ekskluzywny minidokument. Jego światowa trasa koncertowa Kid Krow World Tour z supportem Bülow została zawieszona do odwołania.
W sierpniu 2020 roku utwór „Heather” stał się popularny na platformie społecznościowej TikTok, dzięki czemu stał się szóstym i ostatnim singlem Kid Krow. Utwór ten był jego pierwszym w karierze wejściem na listę Billboard Hot 100, a następnie trafił do pierwszej czterdziestki w takich krajach, jak Wielka Brytania, Australia, Nowa Zelandia i Irlandia. Stał się jego najbardziej udanym singlem komercyjnym od czasu utworu „Maniac”, który odniósł międzynarodowy sukces radiowy tego samego roku. Gray wykonał „Heather” zarówno w programie The Late Late Show with James Corden, jak i The Today Show w październiku 2020 roku. W październiku 2020 r. wydał singiel „Fake” z amerykańskim piosenkarzem Lauvem.

### 2021–present:Superache
Między lutym 2021 a styczniem 2022 Gray wydał single „Overdrive”, „Astronomy”, „People Watching”, „Telepath” i „Jigsaw”. Najprawdopodobniej znajdą się one na następnym albumie wykonawcy. 11 kwietnia 2022 Gray ogłosił, że jego drugi album Superache zostanie wydany 24 czerwca 2022. 15 kwietnia 2022 opublikował utwór „Memories", a 19 maja wydał drugi singiel z nadchodzącego albumu pt. „Yours".

## Twórczość

### Inspiracje

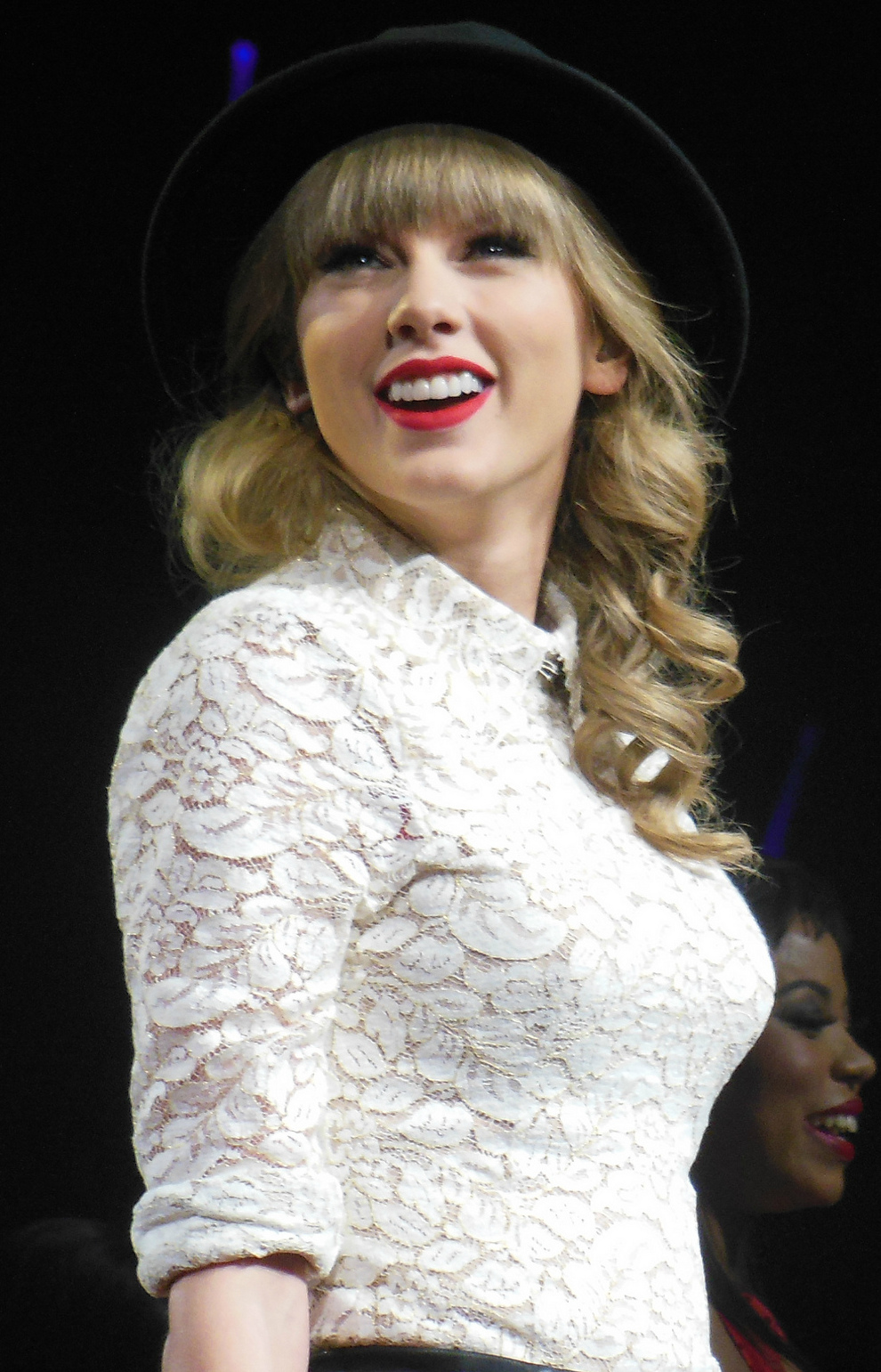
Gray stwierdził, że Taylor Swift wychowała go „zarówno jako pisarza, jak i człowieka”.

Gray, artysta grający pop, indie pop, akustyczny pop i bedroom pop, wymienia Taylor Swift jako swoją największą inspirację, twierdząc, że „został przez nią wychowany” i że jest „największym Swiftie”. Powiedział People: „Tak bardzo ją kocham. Kocham jej muzykę. Kocham to, co robi. Uwielbiam jej lirykę. Uwielbiam sposób, w jaki prowadziła swoją karierę. Jest po prostu jebaną szefową. Dorastałem, słuchając jej muzyki od dziewiątego roku życia. Czuję, że tak bardzo ukształtowała mnie jako osobę”. Swift pochwaliła debiutancki album Graya Kid Krow i utwór „Wish You Were Sober” na swojej story na Instagramie, na co Gray odpowiedział: „Dziękuję za bycie moją życiową inspiracją do pisania piosenek i ikoną. Szczerze mówiąc, czuję, że wychowałaś mnie zarówno jako pisarza, jak i człowieka i nie potrafię wyrazić słowami, jak wiele to dla mnie znaczy. Dziękuję Ci za wszystko. Swiftie przez całe życie”. W wywiadzie dla Apple Music, udzielonym Zane’owi Lowe, Gray stwierdził, że Swift jest dla niego „przede wszystkim numerem jeden” i dodał, że „jest po prostu moją ikoną pisania piosenek i nigdy nie zrozumiem, jak ona robi to, co robi. Jest po prostu niesamowita”. Gray zdradził również, że Swift napisała do niego wiadomość, w której skomplementowała Kid Krow.
Gray uznał Lorde za jedną ze swoich głównych inspiracji i wyjaśnił, że jego EP-ka Sunset Season była w dużej mierze inspirowana małomiasteczkową nostalgią jej debiutanckiego albumu Pure Heroine. Wśród swoich muzycznych inspiracji wymienił także The Chicks i Adele, a także wyraził wzajemny podziw dla V z BTS i Billie Eilish. Mówiąc o szybkim wzroście sławy Eilish w 2019 roku, Gray powiedział ET: „Billie i ja przyjaźnimy się od, w sumie, dosłownie od zawsze, odkąd miała jakoś 15 lat. Ja miałem 17 lat. Byliśmy naprawdę młodzi. Obserwowanie jej, jak musi rozgryźć wszystkie te małe rzeczy po drodze, było dla mnie naprawdę pomocne. Gray wskazał również Lanę Del Rey jako jedną ze swoich silniejszych inspiracji popem; wykonał kilka coverów jej piosenek.
Teen Vogue nazwał Graya „księciem popu dla smutnych nastolatków z Internetu”.

## Dyskografia

### Albumy studyjne
| Rok  | Album | Pozycja na liście | Pozycja na liście | Pozycja na liście | Pozycja na liście | Pozycja na liście | Pozycja na liście | Pozycja na liście | Pozycja na liście | Pozycja na liście | Pozycja na liście | Certyfikat                                                   |
| Rok  | Album | US                | AUS               | BEL (FL)          | CAN               | IRE               | NLD               | NOR               | NZ                | SPA               | UK                | Certyfikat                                                   |
| ---- | --- | ----------------- | ----------------- | ----------------- | ----------------- | ----------------- | ----------------- | ----------------- | ----------------- | ----------------- | ----------------- | ------------------------------------------------------------ |
| 2020 | Kid Krow - Data: 20 marca 2020 - Wydawca: Republic - Format: CD, LP, DL, streaming, kaseta                 | 5                 | 26                | 49                | 5                 | 20                | 43                | 32                | 32                | 39                | 30                | - USA: złota płyta - CAN: złota płyta - POL: platynowa płyta |
| 2022 | Superache - Data: 24 czerwca 2022 - Wydawca: Republic - Format: CD, LP, DL, streaming, kaseta              |                   |                   |                   |                   |                   |                   |                   |                   |                   |                   | - POL: złota płyta                                           |
| 2024 | Found Heaven - Data: 5 kwietnia 2024 - Wydawca: Republic - Format: CD, LP, digital download, streaming, CC |                   |                   |                   |                   |                   |                   |                   |                   |                   |                   |                                                              |

### Minialbumy
| Rok  | Album                                                                                            | Pozycja na liście | Pozycja na liście | Pozycja na liście |
| Rok  | Album                                                                                            | US                | US Heat.          | UK Down.          |
| ---- | ------------------------------------------------------------------------------------------------ | ----------------- | ----------------- | ----------------- |
| 2018 | Sunset Season - Data: 16 listopada 2018 - Wydawca: Republic, UMG - Format: CD, LP, DL, streaming | 116               | 2                 | 57                |

### Single
| 2017                                                                                                  | „Idle Town”           | –  | –  | –  | –  | –  | –  | –  | –  | –  | –  | | Sunset Season       |  |  |
| 2017                                                                                                  | „Grow”                | –  | –  | –  | –  | –  | –  | –  | –  | –  | –  | | singel niealbumowy  |  |  |
| 2018                                                                                                  | „Generation Why”      | –  | –  | –  | –  | –  | –  | –  | –  | –  | –  | | Sunset Season       |  |  |
| 2018                                                                                                  | „Crush Culture”       | –  | –  | –  | –  | –  | –  | –  | –  | –  | –  | | Sunset Season       |  |  |
| 2019                                                                                                  | „The Other Side”      | –  | –  | –  | –  | –  | –  | –  | –  | –  | –  | | singel niealbumowy  |  |  |
| 2019                                                                                                  | „The King”            | –  | –  | –  | –  | –  | –  | –  | –  | –  | –  | | singel niealbumowy  |  |  |
| 2019                                                                                                  | „Checkmate”           | –  | –  | –  | –  | –  | –  | –  | –  | –  | –  | | Kid Krow            |  |  |
| 2019                                                                                                  | „Comfort Crowd”       | –  | –  | –  | –  | –  | –  | –  | –  | –  | –  | | Kid Krow            |  |  |
| 2019                                                                                                  | „Maniac”              | –  | 24 | 41 | –  | 83 | –  | –  | –  | –  | –  | - USA: platynowa płyta - AUS: platynowa płyta - UK: srebrna płyta - CAN: platynowa płyta - POL: platynowa płyta   | Kid Krow            |  |  |
| 2020                                                                                                  | „The Story”           | –  | –  | 43 | –  | –  | –  | –  | –  | –  | –  | | Kid Krow            |  |  |
| 2020                                                                                                  | „Wish You Were Sober” | –  | –  | –  | –  | –  | –  | –  | –  | –  | –  | | Kid Krow            |  |  |
| 2020                                                                                                  | „Heather”             | 46 | 13 | 1  | 26 | 12 | 21 | 13 | 2  | 41 | 17 | - USA: 2× platynowa płyta - UK: srebrna płyta - CAN: platynowa płyta - NZL: złota płyta - POL: 2x platynowa płyta | Kid Krow            |  |  |
| 2020                                                                                                  | „Fake” (oraz Lauv)    | –  | –  | –  | –  | –  | –  | –  | –  | –  | –  | | singel niealbumowy  |  |  |
| 2021                                                                                                  | „Overdrive”           | –  | –  | –  | –  | –  | –  | –  | –  | –  | –  | | singel niealbumowy  |  |  |
| 2021                                                                                                  | „Astronomy”           | –  | –  | –  | –  | –  | –  | –  | –  | –  | –  | |                     |  |  |
| 2021                                                                                                  | „People Watching”     | –  | –  | –  | –  | –  | –  | –  | 25 | –  | –  | |                     |  |  |
| 2021                                                                                                  | „Telepath”            | –  | –  | –  | –  | 88 | –  | –  | –  | –  | –  | |                     |  |  |
| 2022                                                                                                  | „Jigsaw”              | –  | –  | –  | –  | –  | –  | –  | –  | –  | –  | | Superache           |  |  |
| 2022                                                                                                  | „Memories”            | –  | –  | –  | –  | –  | –  | –  | –  | –  | –  | - POL: złota płyta                                                                                                | Superache           |  |  |
| 2023                                                                                                  | „Never Ending Song”   | –  | –  | –  | –  | –  | –  | –  | _  | –  | –  | - POL: złota płyta                                                                                                | Found Heaven        |  |  |
| 2023                                                                                                  | „Winner”              | –  | –  | –  | –  | –  | –  | –  | –  | –  | –  | | Found Heaven        |  |  |
| 2023                                                                                                  | „Killing Me”          | –  | –  | –  | –  | –  | –  | –  | –  | –  | –  | | Found Heaven        |  |  |
| 2024                                                                                                  | „Holidays”            | –  | –  | –  | –  | –  | –  | –  | –  | –  | –  | | singiel niealbumowy |  |  |
| 2025                                                                                                  | „This Song”           | –  | –  | –  | –  | –  | –  | –  | –  | –  | –  | | Wishbone            |  |  |
| „–” oznacza nagranie, które nie weszło na listę przebojów lub nie zostało wydane na danym terytorium. |                       |    |    |    |    |    |    |    |    |    |    | |                     |  |  |

### Inne notowane utwory
| Rok  | Tytuł       | Pozycja na liście | Album    |
| Rok  | Tytuł       | NZ Hot            | Album    |
| ---- | ----------- | ----------------- | -------- |
| 2020 | „Affluenza” | 36                | Kid Krow |

## Nagrody i nominacje
| Rok  | Stowarzyszenie          | Kategoria                | Praca  | Wynik       | Przypis       |
| ---- | ----------------------- | ------------------------ | ------ | ----------- | ------------- |
| 2019 | Shorty Awards           | Best YouTube Musician    | on sam | wygrana     | [ 27 ]        |
| 2019 | Streamy Awards          | Breakthrough Artist      | on sam | nominacja   | [ 28 ]        |
| 2020 | BreakTudo Awards        | International New Artist | on sam | nominacja   | [ 92 ]        |
| 2020 | MTV Europe Music Awards | Best Push Act            | on sam | nominacja   | [ 93 ]        |
| 2020 | MTV Video Music Awards  | Push Artist of the Year  | on sam | wyróżnienie | [ 94 ]        |
| 2020 | People’s Choice Awards  | Best New Artist of 2020  | on sam | nominacja   | [ 95 ]        |
| 2021 | Gold Derby Music Awards | Best New Artist          | on sam | nominacja   | [ 96 ] [ 97 ] |

## Trasy koncertowe

### Główne trasy
- The Sunset Shows (2018–19)
- The Comfort Crowd Tour (2019)
- The Kid Krow Tour (2020)
- Conan Gray World Tour (2022)

### Jako support
- Pray for the Wicked Tour (z Panic! at the Disco)